# Діти кукурудзи 7: Откровення
Діти кукурудзи: Апокаліпсис (англ. Children of the Corn: Revelation) — канадський фільм жахів 2001 року.

## Сюжет
Джеймі починає хвилюватися, коли її бабуся перестає відповідати на телефонні дзвінки. Тоді вона вирішує відвідати бабулю в невеликому містечку в Небрасці, де та проживає. Опинившись в будинку, Джеймі не знаходить там родичку але виявляє невідомих їй дітей. Тим часом, місцевий священник і діти викликають підозри у Джеймі, а незабаром вона дізнається про таємничий культ кукурудзи, який панує в цьому місті. Намагаючись відшукати сліди безслідно зниклої бабусі Джеймі стикається з кровожерливими примарами і їх ватажком Абелем, спраглим повернутися до життя.

## У ролях
- Клодетт Мінк — Джеймі
- Кайл Кессі — Ермбрістер
- Майкл Айронсайд — Священник
- Трой Йорк — Джеррі
- Майкл Роджерс — Стен
- Тейлор Хоббс — дівчина 1
- Джеффрі Баллард — хлопець 1
- Шон Сміт — хлопчик проповідник Абель
- Крістал Лоу — Тіфані
- Луіз Грант — Хетті Сомс
- Джон Б. Дестрі — примхливий чоловік
- Рон Смолл — власник магазину
- Ральф Дж. Олдермен — офіцер криміналіст
- Джейсон Лоу — Uniform
- Бред Муні — хлопець 2
- Максін МакКей — дівчина 2
- Рон Селмур — (в титрах не вказаний)